# Dick Heckstall-Smith

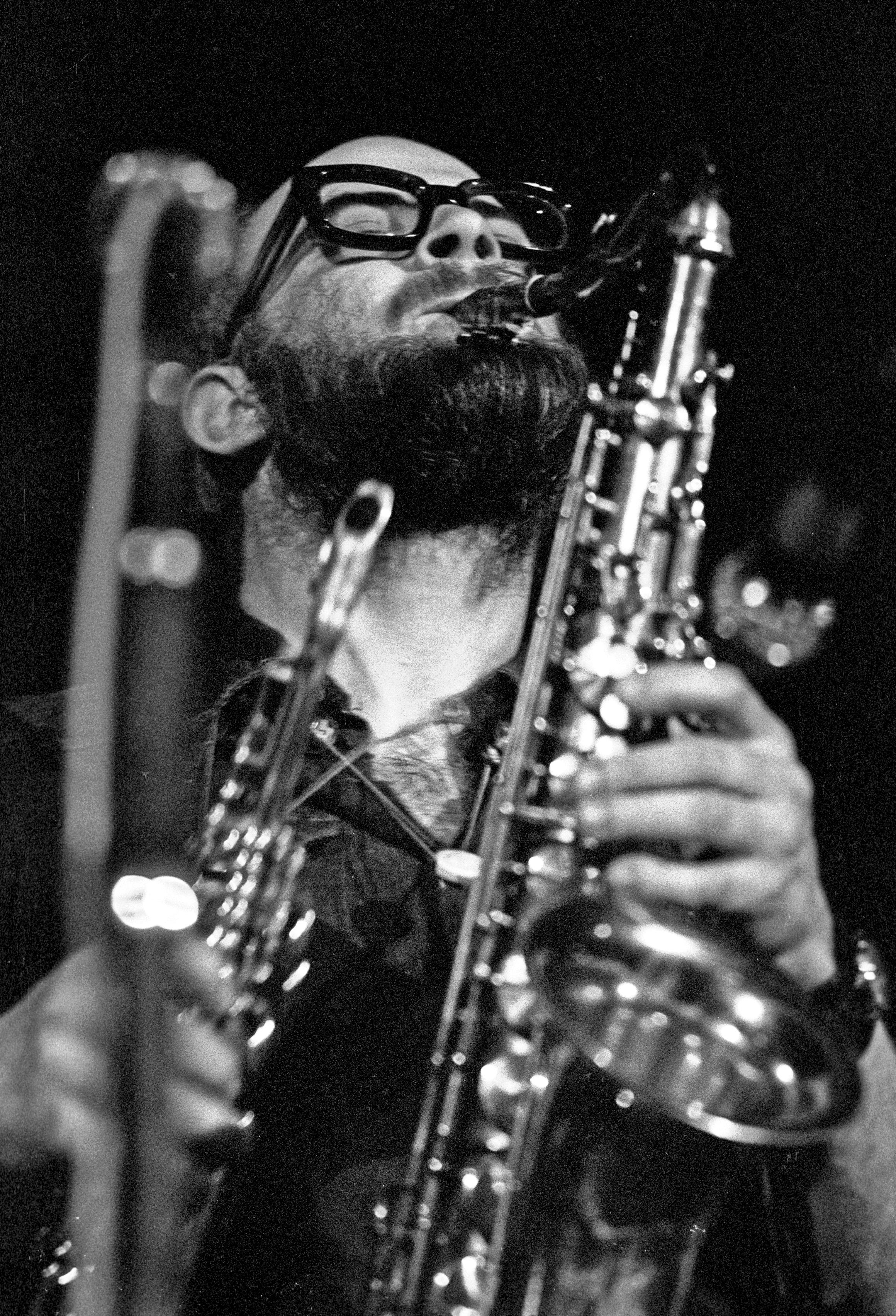
Dick Heckstall-Smith

Dick Malden Heckstall-Smith (Ludlow, 16 september 1934 - Londen, 17 december 2004) was een Britse saxofonist, die zowel jazz, blues als rock speelde. Hij was bekend als lid van de muziekgroep Colosseum.

## Jeugd
Gedurende zijn kinderjaren in Knighton (Powys) leerde Heckstall-Smith al piano, klarinet en altsaxofoon te bespelen. Vervolgens kwam Heckstall-Smith terecht in York, Gordonstoun en Dartington; hij moest steeds zijn vader achterna, die leiding gaf aan scholen aldaar. De eerste muzikale stappen werden in 1953 gezet in de universiteitsjazzband van Sidney Sussex College, Cambridge. In die tijd speelde hij ook al sopraansaxofoon, geïnspireerd door Sidney Bechet. Uiteraard mag dan niet ontbreken de tenorsaxofoon, naar aanleiding van het horen van Lester Young en de muziek van Wardell Gray in de bebopstroming.

## Opstap
Eind jaren 50 belandde hij in de jazzwereld in Londen en kwam zo in aanraking met Alexis Korner en diens muziekgroep Blues Incorporated. Hij nam met deze formatie in 1962 R&B from the Marquee op. Het volgende jaar schoof hij door naar de Graham Bond Organisation, waarbij hij Creamleden Jack Bruce (basgitaar) en Ginger Baker (slagwerk) ontmoette.  Ook daar vertoefde hij niet lang; in 1967 trad hij toe tot John Mayall's Bluesbreakers. Die band was blues-georiënteerd en had als andere leden drummer Jon Hiseman en gitarist Mick Taylor, later bij The Rolling Stones. Het resultaat was het album Bare Wires (1968).
Zijn hoogtijdagen kende Heckstall-Smith als saxofonist van jazzrockband Colosseum (1968-1970). Heckstall-Smith mocht zijn kwaliteiten tonen, waaronder het tegelijkertijd bespelen van twee saxofoons. Daarna komt Heckstall-Smith in het obscure circuit terecht van meest onbekende bandjes als Manchild, Sweet Pain, Big Chief, Tough Tenors, The Famous Bluesblasters, Mainsqueeze en DHSS. Zo af en toe verscheen een muziekalbum onder zijn eigen naam. In de jaren 1990-1999 kwam in het reüniecircuit Colosseum weer op gang en in 2001 kwam hij in "Blues and Beyond"  Mayall, Bruce, Taylor en Peter Green (ex John Mayall en Fleetwood Mac) tegen.

## Discografie
- Woza Nasu (2002)
- Blues and Beyond (2001)
- Obsession Fees (1998)
- On the Corner/Mingus in Newcastle (1998)
- This That (1995)
- Celtic Steppes (1995)
- Where One Is (1991)
- Live 1990 (1991)
- A story ended (1972)

- Bibliothèque nationale de France: cb13939631v (data)
- Gemeinsame Normdatei: 11893919X
- International Standard Name Identifier: 0000 0000 5194 6059
- Library of Congress Control Number: nr90009814
- MusicBrainz: ad53578e-4232-4ade-b931-d96d38401cda
- Système universitaire de documentation: 082955018
- Trove: 961311
- Virtual International Authority File: 71582118
- WorldCat: E39PBJxhkWcRbMtRHpgpktBF8C